# Martin Nydegger
Martin Nydegger (* 3. Februar 1971 in Biel/Bienne) ist ein Schweizer Tourismusexperte und seit dem 1. Januar 2018 Direktor der nationalen Marketingorganisation Schweiz Tourismus.

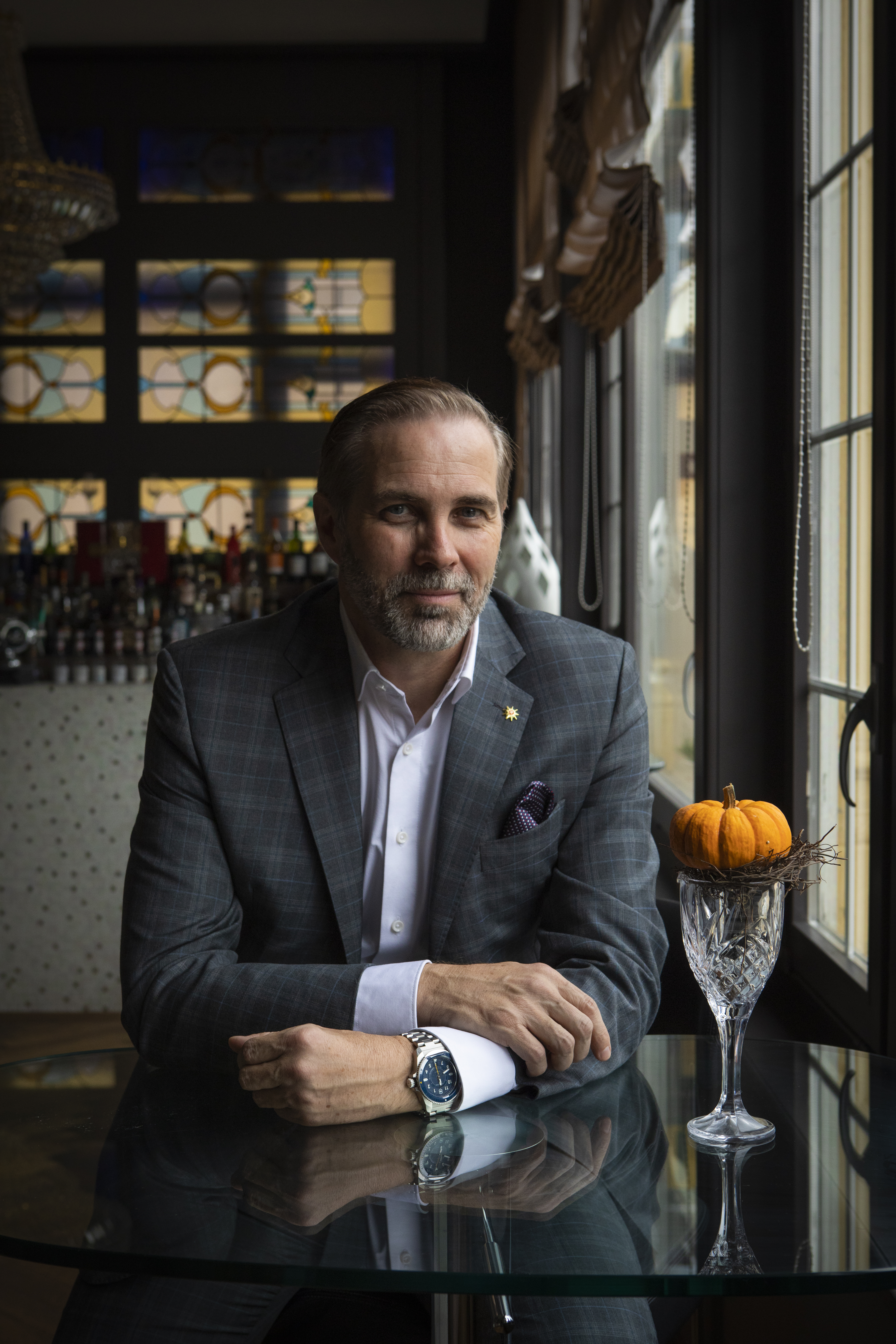
Martin Nydegger im Jahr 2023, porträtiert von Pablo Tys

## Werdegang
Nydegger absolvierte eine Ausbildung zum Tourismusfachmann an der Academia Engiadina in Samedan und erwarb anschliessend einen Executive MBA der University of Strathclyde in Glasgow. Seine berufliche Laufbahn begann er bei der Engadin Scuol Tourismus AG, wo er von 1996 bis 2005 zunächst als Marketingleiter und später als Direktor tätig war. Im Juni 2005 wechselte er zu Schweiz Tourismus und leitete dort drei Jahre lang die Niederlassung in Amsterdam. Ab August 2008 gehörte er der Geschäftsleitung an und leitete den Bereich Business Development. In dieser Funktion initiierte Nydegger unter anderem die Grand Tour of Switzerland.

## Direktor von Schweiz Tourismus
Am 29. September 2017 wurde Nydegger vom Vorstand von Schweiz Tourismus zum Direktor gewählt; der Bundesrat genehmigte die Wahl. Er trat die Nachfolge von Jürg Schmid an und übernahm das Amt am 1. Januar 2018. In seiner Funktion als Direktor ist er verantwortlich für die strategische Ausrichtung und Vermarktung des Ferien-, Reise- und Kongresslandes Schweiz im In- und Ausland.

## Publikationen
Zusammen mit Hansruedi Müller veröffentlichte Martin Nydegger 2024 im Weber Verlag das Buch Unterwegs – Begegnungen und Reflexionen zum Tourismus. Das Buch basiert auf 20 Gesprächen mit Persönlichkeiten aus der Tourismusbranche.

## Privatleben
Martin Nydegger hat einen Sohn und lebt mit seiner Partnerin in der Region Zürich.